# Carlinhos Paraíba
Carlos Pereira Berto Júnior, detto Carlinhos Paraíba (Rio Tinto, 4 marzo 1983), è un ex calciatore brasiliano, di ruolo centrocampista.

## Caratteristiche tecniche
Gioca come centrocampista offensivo e seconda punta.

## Carriera

### Club
Dopo aver iniziato nel Nacional-PB, nel 2007 passò al Santa Cruz, appena retrocesso in Série B.
Successivamente ha giocato nel San Paolo e nei giapponesi dell'Omiya Ardija.

## Palmarès

### Club

#### Competizioni statali
- Campionato Paranaense: 1

Coritiba: 2008